# Cystopteris montana
Cystopteris montana is een varen uit de familie Cystopteridaceae. De soort komt zeer zeldzaam voor op kalkrijke bodem in loofbossen en op vochtige rotswanden in het hooggebergte.

## Naamgeving en etymologie
Synoniemen:
- Polypodium montanum Lam. (1779)
- Aspidium montanum (Lam.) Sw.
- Aspidium myrrhidifolium (Vill.) Chevall.
- Cyathea montana (Lam.) Sm.
- Cyste montana (Lam.) Dulac
- Cystopteris allionii Newman
- Cystopteris myrrhidifolia (Vill.) Newman
- Cystopteris regia (L.) Desv.
- Polypodium myrrhidifolium Vill.

De botanische naam Cystopteris is afkomstig uit het Oudgriekse  κύστις, kustis (blaas) en πτερίς, pteris (varen), wat slaat op de blaasvormige dekvliesjes waarmee de onrijpe sporenhoopjes bedekt zijn.
De soortaanduiding montana komt van het Latijnse montanus (bergachtig).

## Kenmerken
Cystopteris montana is een terrestrische varen met lange, draadvormige, geschubde, kruipende rizomen, verspreid staande, dunne bladstelen, onderaan donkerbruin tot zwart, naar boven toe groen- of geelgekleurd, met enkele lichtbruine schubben en tot driemaal zo lang als het blad. De bladen zijn eenvormig, tot 45 cm lang, langgerekt drie- tot vijfhoekig, fijn, drie- tot viermaal gedeeld, donkergroen gekleurd, met naar de top toe steeds kleiner wordende deelblaadjes.
De sporendoosjes liggen in halfronde hoopjes langs één of beide zijden van de nerven aan de onderzijde van het blad. Jonge sporenhoopjes worden afgedekt door lichtgekleurde, blaasvormige dekvliesjes.

## Habitat en verspreiding
Cystopteris montana komt voor op kalkrotsen in vochtige bossen en nabij rivieren op hoogtes tot 3.500 m. De soort kent een boreale verspreiding en kan gevonden worden in gebergtes in Noord-Amerika, Noord- en Midden-Europa en centraal Azië.
In Frankrijk is de varen zeer zeldzaam in de Alpen, voornamelijk in de Queyras en het Dévoluymassief, en in de Pyreneeën, dikwijls op permafrost.

## Verwante en gelijkende soorten
Cystopteris montana onderscheidt zich van de gewone blaasvaren (Cystopteris fragilis) door zijn bredere en fijner verdeelde blad en komt ook meestal op grotere hoogte voor dan de laatste. Van Cystopteris alpina onderscheidt hij zich door het smallere blad en de habitat.
De varen zou kunnen verward worden met de niet-verwante zwartsteel (Asplenium adiantum-nigrum), die echter forser is en langwerpige tot streepvormige sporenhoopjes bezit, en met de gebogen driehoeksvaren (Gymnocarpium dryopteris), waarmee hij dikwijls samen voorkomt, maar die lichter gekleurde en minder fijn verdeelde bladen heeft.